# Riksförbundet Sveriges museer

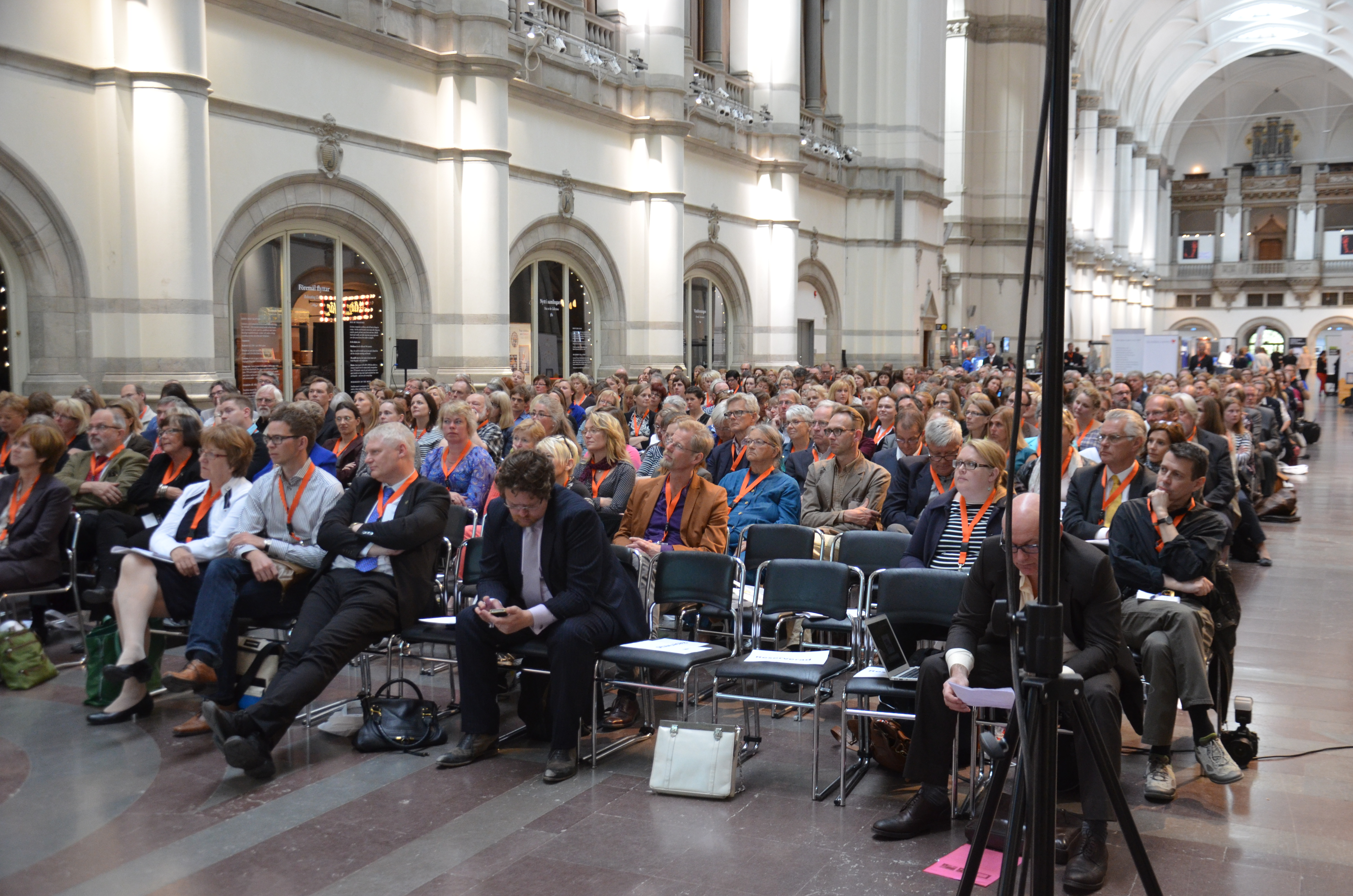
Riksförbundet Sveriges museers vårmöte på Nordiska museet i Stockholm 2013

Riksförbundet Sveriges museer är en svensk intresseorganisation som bildades i december 2004 och är en förening som tillvaratar och driver den svenska museisektorns gemensamma intressen.

## Medlemmar
Som fullvärdig medlem antas juridisk person som bedriver museiverksamhet. Som associerad medlem utan rösträtt antas juridiska personer med verksamhet som inte går att hänföra till museiverksamhet men som stödjer förbundets syfte. Det är styrelsen som beslutar om medlemskap och det är International Council of Museums definition av museiverksamhet som skall vara vägledande vid inval av nya medlemmar.
I mars 2017 listade Riksförbundet Sveriges museer 225 medlemmar. Av dessa var 27 associerade medlemmar. De 198 fullvärdiga medlemsinstitutionerna innefattade 215 museer.

## Priset "Årets museum"
Tillsammans med Svenska ICOM delar föreningen ut det årliga priset Årets museum.